# Fröndenberg
Fröndenberg (oficialment Fröndenberg/Ruhr) és un municipi del districte d'Unna, a l'estat de Rin del Nord-Westfàlia, a Alemanya.

## Ciutats agermanades
- Bruay-la-Buissière ( França)
- Winschoten ( Països Baixos)
- Hartha ( Alemanya)